# 피에베포시아나
피에베포시아나(이탈리아어: Pieve Fosciana)는 이탈리아 토스카나주 루카도에 있는 코무네이다. 피렌체에서 북서쪽으로 80km, 루카에서 북쪽 30km 거리에 있다.